# Samuel (prénom)
Pour les articles homonymes, voir Samuel (homonymie), Saint Samuel et Saint-Samuel.
Samuel est un prénom masculin (parfois mixte), principalement fêté le 20 août.
Il a été porté notamment par un prophète de l'Ancien Testament (voir Samuel) et plusieurs saints de l'ère  chrétienne (voir Saint Samuel).

## Étymologie
Samuel vient de l'hébreu Shemuel qui peut signifier « son nom (shmô) est Dieu (el) ». Cela réfère à l'histoire de Hanna dans le livre Samuel I.

## Variantes
En français, Samuel a pour variantes ou dérivés Sam, Sami, Sammy, Sameul, Samy'.
Pour les autres langues, on trouve les formes suivantes :
| Langues     | Variantes | Observations                |
| ----------- | --------- | --------------------------- |
| Allemand    | Samuel    |                             |
| Anglais     | Samuel    | diminutifs : Sam et Sammy   |
| Arabe       | صموئيل    | Ṣamou’il, avec s emphatique |
| Aragonais   | Samuel    |                             |
| Arménien    | Սամվել    | Samvel                      |
| Asturien    | Samuel    |                             |
| Basque      | Samel     |                             |
| Bulgare     | Самуил    | Samouil                     |
| Catalan     | Samuel    |                             |
| Danois      | Samuel    |                             |
| Espagnol    | Samuel    |                             |
| Espéranto   | Samuelo   |                             |
| Estonien    | Samuel    |                             |
| Finnois     | Samuel    |                             |
| Galicien    | Samuel    |                             |
| Grec        | Σαμουήλ   | Samou’el                    |
| Hébreu      | שְׁמוּאֶל     | Shmouʼel                    |
| Hongrois    | Sámuel    |                             |
| Irlandais   | Somhairle |                             |
| Islandais   | Samúel    |                             |
| Italien     | Samuele   |                             |
| Latin       | Samuel    |                             |
| Letton      | Samuels   |                             |
| Lituanien   | Samuelis  |                             |
| Néerlandais | Samuël    |                             |
| Norvégien   | Samuel    |                             |
| Polonais    | Samuel    |                             |
| Portugais   | Samuel    |                             |
| Roumain     | Samuil    |                             |
| Russe       | Самуил    | Samouil                     |
| Sarde       | Samuèli   |                             |
| Slovaque    | Samuel    |                             |
| Slovène     | Samuel    |                             |
| Suédois     | Samuel    |                             |
| Tchèque     | Samuel    |                             |
| Ukrainien   | Самуїл    | Samouil                     |
| Yiddish     | Schmuyle  |                             |

Note(s) « T » concernant la liste ci-dessus :
1. ↑  Dans l'œuvre musicale « Tableaux d'une exposition » de Modeste Moussorgski, orchestrés par Maurice Ravel, le sixième tableau intitulé Samuel Goldenberg et Schmuyle, contient le même prénom sous forme standard et yiddish.

## Popularité du prénom
Au début de 2010, près de 74 000 personnes étaient prénommées Samuel en France.
C'est le 125e prénom le plus attribué au siècle dernier dans ce pays, et l'année où il a été attribué le plus est 1979, avec un nombre de 2 332 naissances.

## Personnalités portant ce prénom
- Pour voir tous les articles concernant les personnalités portant ce prénom, consulter les pages commençant par Samuel.